# Maryam (sura)

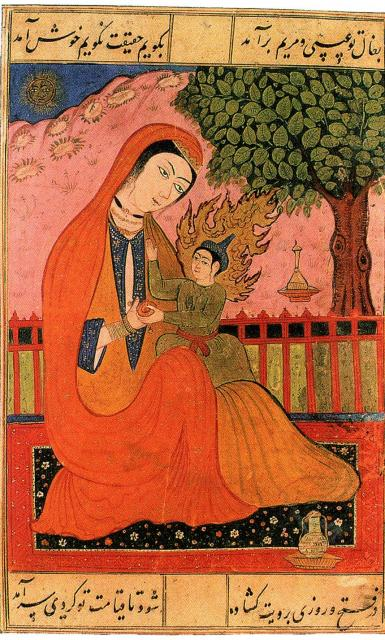
Maria e Gesù in una antica miniatura persiana

Maryam (Maria) è la diciannovesima Sura del Corano, una sura meccana composta da 98 versetti. Prende il nome dalla figura di Maryam bint 'Imran (Maria), la madre di ʿĪsā (Gesù), che è una delle personalità centrali della sura. La Sura Maryam narra storie di diversi profeti, evidenziando i miracoli e la misericordia di Allah, e sottolinea temi di fede, resurrezione e il giudizio finale.

## Contenuto

### Storia di Zaccaria e Yahya (Giovanni Battista)
Versetti 1-15: La sura inizia con la storia di Zaccaria, un profeta anziano che prega per un figlio. Allah risponde alla sua preghiera con la nascita miracolosa di Yahya (Giovanni Battista), nonostante l'età avanzata di Zaccaria e la sterilità di sua moglie. Yahya viene descritto come un profeta pio e giusto.

### Storia di Maria e Gesù
Versetti 16-36: La narrazione passa alla storia di Maria, che si ritira in un luogo solitario dove riceve la visita dell'angelo Gabriele. L'angelo le annuncia la nascita miracolosa di Gesù, che avviene senza l'intervento di un uomo. Gesù parla miracolosamente dalla culla, dichiarando di essere un servo di Allah e un profeta. Viene sottolineata la purezza e la devozione di Maria.

### Storia di Abramo (Ibrahim)
Versetti 41-50: La sura narra poi la storia di Abramo, che sfida l'idolatria del suo popolo e cerca di guidarli verso l'adorazione di Allah. Abramo viene descritto come un uomo di fede incrollabile e pazienza, che affronta l'opposizione del suo stesso padre e della sua comunità.

### Storie di altri profeti
Versetti 51-58: La sura menziona brevemente altri profeti, tra cui Mosè (Musa), Aronne (Harun), Ismaele (Ismail), Idris ed Elia. Questi profeti sono elogiati per la loro devozione, la loro pazienza e la loro obbedienza ad Allah.

### Esortazioni alla fede e alla rettitudine
Versetti 59-65: Viene criticata l'infedeltà delle generazioni successive che si allontanano dal cammino dei profeti, trascurando la preghiera e seguendo i propri desideri. Tuttavia, viene anche offerta speranza, affermando che coloro che si pentono, credono e compiono buone azioni saranno perdonati e ricompensati.

### La Resurrezione e il Giorno del Giudizio
Versetti 66-98: La sura conclude con riflessioni sul Giorno del Giudizio, la resurrezione e la punizione dei miscredenti. Viene sottolineato che Allah risusciterà i morti e li giudicherà secondo le loro azioni. I credenti saranno ricompensati con i giardini del Paradiso, mentre i miscredenti affronteranno la punizione dell'Inferno.

## Analisi
La Sura Maryam è significativa per la sua narrazione dettagliata delle storie dei profeti, che offrono lezioni di fede, pazienza e devozione. La storia della nascita miracolosa di Gesù e la purezza di Maria sono particolarmente importanti, fornendo una visione rispettosa e onorata delle figure centrali del cristianesimo all'interno della tradizione islamica.
La sura invita i credenti a riflettere sulla misericordia di Allah, a seguire l'esempio dei profeti e a prepararsi per il Giorno del Giudizio. Attraverso le sue storie e le sue esortazioni, la Sura Maryam rafforza la fede dei musulmani, incoraggiandoli a vivere una vita di rettitudine, fede e devozione a Allah.